# Viszlát, Christopher Robin
A Viszlát, Christopher Robin (eredeti cím: Goodbye Christopher Robin) 2017-ben bemutatott brit életrajzi-drámafilm, a Micimackó alkotójának Alan Alexander Milne-nak és családjának, különösen Christopher Robin nevű fiának életéről. A filmet Simon Curtis rendezte, a forgatókönyvet Frank Cottrell-Boyce és Simon Vaughan írta, a főszerepben Domhnall Gleeson, Margot Robbie és Kelly Macdonald látható.
2017. szeptember 29-én mutatták be az Egyesült Királyságban. Magyarországon 2018. január 11-én debütált az ADS Service forgalmazásában. Általánosságban vegyes kritikákat kapott az értékelőktől, 7,2 millió dollárt gyűjtött világszerte.

## Cselekmény
A történet a második világháború idején, 1941-ben kezdődik. Alan Alexander Milne - akit barátai és családja „Blue”-nak becéz - és felesége, Daphne aggódnak, amikor egy katonai táviratot kapnak.
Ezután a történet 1916-ra, az első világháború idejére ugrik, amikor Blue a Somme-i csatában harcolt. Folytatja életét Daphne-val Angliában, miközben a harci élményei miatt poszttraumás stresszben szenved. Daphne-val gyermeket vállalnak. Daphne-t a szülés traumaként éri, a szülésznő szerint „nem értette a szülés mechanizmusát”. Daphne lányt remélt, és csalódott, hogy ehelyett fia lett. A babát Christopher Robinnak nevezik el, de általában „Billy Moon”-nak hívják. Felvesznek egy dadust, Olive-ot, akit Billy „Nou”-nak hív. Az állásinterjún Daphne azt mondja, milyen csodálatos, hogy bár a háborúban annyi férfi halt meg, rengeteg olyan nő van, aki soha nem fog megházasodni, és így mások szolgálatában állhat.
Blue nehezen kezdi újra az írást - egy meggyőző értekezést akar megfogalmazni a háború ellen -, ezért a család egy vidéki, erdős házba költözik. Daphne nehezményezi a költözést, és hosszabb időre visszatér Londonba. Ez idő alatt Olive haldokló édesanyját ápolja, a szakácsnő pedig szabadságra megy, így Blue és Billy magukra maradnak.
Blue eleinte vonakodva viszi magával Billyt az erdei sétákra, és elkezd történeteket kitalálni a fiú kalandjairól a plüss játékállatokkal, amelyeket vásároltak neki.
Blue meghívja illusztrátor barátját, Ernest Shepardot, hogy csatlakozzon hozzájuk a házban, és együtt kezdik el kidolgozni a Micimackó történeteket.
Daphne visszatér a házba, miután Blue elküldi neki a Vespers című versét, amelyet a Vanity Fair című folyóiratban publikált. Olive visszatér anyja halála után. Miután a Micimackó könyvek sikeresek, Daphne kezeli az újonnan szerzett hírességüket, és készségesen elfogadja az extra lehetőségeket, hogy reklámot és bevételt szerezzen, például egy Micimackó mackósorozatot, vagy egy lehetőséget, hogy valaki együtt teázhasson Christopher Robinnal.
Christopher Robinként Billy gyakran lép fel a nyilvánosság előtt, amit zavarba ejtőnek és frusztrálónak talál.
Amikor Billy megtudja, hogy Olive-nak van egy udvarlója, Alfred, elmondja a szüleinek, ami után Daphne elárulva érzi magát, és csúnyán megszidja Olive-ot. Olive dühös lesz Blue-ra és Daphne-ra, felmond, és elmarasztalja őket azért, aminek Billyt kitették. Blue elhatározza, hogy nem ír többet a fiúról és képzeletbeli barátairól.
Blue véget vet Billy reklámtevékenységének, és beíratja egy bentlakásos iskolába. „Christopher Robint” azonban az iskolában zaklatják, és keserűséget érez az apja iránt.
Amikor kitör a második világháború, Billy-t alkalmatlannak nyilvánítják a sorozáson, de követeli, hogy jó kapcsolatokkal rendelkező apja - annak ellenére, hogy elborzad a háborútól és attól, hogy a fia átélheti azt, amit ő átélt - győzze meg a hadsereget, hogy ettől függetlenül fogadják be.
Billy elmegy katonának, hátat fordít apjának, megtagadja a könyveket és az azokból származó pénzt.
A nyitójelenet ismétlődik, ezúttal azzal a magyarázattal, hogy Billy eltűnését jelentették, és feltételezhetően meghalt - ezt a hírt a szülei továbbítják Olive-nak is.
Billy azonban életben maradt, és figyelmeztetés nélkül megérkezik a vidéki házba, ami kínos, de könnyes találkozáshoz vezet a szüleivel és Olive-val. Blue és Billy kibékülnek, és az utolsó jelenetekben együtt sétálnak az erdőben, megmutatva Billyt kisgyermekként és fiatal férfiként is.

## Szereplők
(A szereposztás mellett a magyar hangok feltüntetve)
- Domhnall Gleeson – Alan Alexander Milne – Crespo Rodrigo
- Margot Robbie – Daphne Milne (született - de Sélincourt), A. A. Milne felesége – Pálmai Anna
- Kelly Macdonald – Olive/Nou, Christopher Robin dadusa – Györgyi Anna
- Will Tilston – 8 éves Christopher Robin Milne – Kadosa Patrik
- Alex Lawther – 18 éves Christopher Robin Milne – Bogdán Gergő
- Phoebe Waller-Bridge – Mary Brown – Bertalan Ágnes
- Vicki Pepperdine – Betty – Málnai Zsuzsa
- Stephen Campbell Moore – Ernest H. Shepard, rajzoló – Láng Balázs
- Richard McCabe – Rupert – Hannus Zoltán
- Geraldine Somerville – Lady O – Téglás Judit

## Filmkészítés
A projekt fejlesztése először 2010-ben kezdődött, Steve Christian és Nuala Quinn-Barton, majd később Damian Jones volt a producer. A forgatókönyvet Simon Vaughan írta.
2016 áprilisában Domhnall Gleeson tárgyalásokat folytatott arról, hogy ő játssza el Alan Alexander Milne szerepét. Ő és Margot Robbie 2016 júniusában erősítették meg, hogy Milne feleségét, Daphne-t alakítja. Ugyanebben a hónapban Kelly Macdonald csatlakozott a filmhez, mint Olive, Christopher Robin dadája.
A forgatás 2016 szeptemberében kezdődött.

## Bemutató
A filmet az Egyesült Királyságban 2017. szeptember 29-én, az Amerikai Egyesült Államokban pedig 2017. október 13-án mutatták be.

### Elismerések
| Díj                          | Ceremónia dátuma   | Kategória                                | Részes(ek) és jelölt(ek)   | Eredmény | Hivatkozás |
| ---------------------------- | ------------------ | ---------------------------------------- | -------------------------- | -------- | ---------- |
| British Independent Film-díj | 2017. december 10. | BIFA-díj a legjobb női mellékszereplőnek | Kelly Macdonald            | Jelölve  | [ 13 ]     |
| Heartland Filmfesztivál      | 2017. november 20. | Truly Moving Picture-díj                 | Viszlát, Christopher Robin | Elnyerte | [ 14 ]     |
| Mill Valley Filmfesztivál    | 2017. október 16.  | Közönségdíj - Világmozi                  | Viszlát, Christopher Robin | Elnyerte | [ 15 ]     |

## Fordítás
- Ez a szócikk részben vagy egészben  a   Goodbye Christopher Robin című angol Wikipédia-szócikk fordításán alapul.  Az eredeti cikk szerkesztőit annak laptörténete sorolja fel. Ez a jelzés csupán a megfogalmazás eredetét és a szerzői jogokat jelzi, nem szolgál a cikkben szereplő információk forrásmegjelöléseként.